# Bobby Carrot
Bobby Carrot es una serie de videojuegos producida, desarrollada y publicada por la empresa alemana FDG Mobile Games. La primera entrega de la serie se distribuyó gratuitamente, preinstalándola en numerosos modelos de teléfonos Samsung, por gentileza de eFUSION Mobile. La serie consta hasta ahora de cinco juegos, todos ellos diseñados para teléfonos móviles.

## Historia
Bobby Carrot se puso a la venta por primera vez en 2004. Pronto apareció una secuela. El juego tuvo nuevas entregas en 2005, 2006, y 2008. En total, hay cinco títulos de Bobby Carrot:
- Bobby Carrot
- Bobby Carrot 2 Winterland
- Bobby Carrot 3 Evolution
- Bobby Carrot 4 Flower Power
- Bobby Carrot 5 Forever

Además, se ha lanzado un paquete adicional llamado Bobby Carrot 5 Level Up!
Está previsto que Bobby Carrot 5 sea la última entrega de la serie.

## Características
Bobby Carrot es un videojuego de puzle. El objetivo del juego es reunir todas las zanahorias de cada nivel. Una vez hecho esto, se salta al siguiente nivel a través de un punto del mapa. Además, hay otra modalidad de juego en la que el jugador crea huevos de Pascua, con la dificultad añadida de que no se puede pasar dos veces sobre ellos. 
Durante el juego, el jugador debe afrontar varios obstáculos, incluyendo trampas de conejos, puertas corredizas y cerrojos cuya llave hay que encontrar. En las últimas entregas aparecen, además, agua, tractores y un bazar.